# Wolof (volk)
De Wolof is een etnische groep die voorkomt in Senegal, Gambia en Mauritanië. De Wolof vormt in Senegal een etnische meerderheid bestaande uit ongeveer 43,3% van de totale Senegalese bevolking. In Gambia vormt de Wolof ongeveer 16% van de totale bevolking. In Banjul, de hoofdstad van Gambia, is wel de meerderheid van de bevolking Wolof, waardoor de Wolof toch een grote invloed heeft op de cultuur en samenleving in het land. In Mauritanië bestaat de bevolking voor ongeveer 8% uit Wolof.

## Spelling
In oudere Franse teksten is vaak de vorm Ouolof gebruikt in plaats van Wolof. In het Engels wordt vaak Wollof geschreven zodat mensen met Engels als hun moedertaal het niet verkeerd uitspreken.

## Geschiedenis
De geschiedenis van de Wolof gaat terug tot omstreeks 600. De voorouders van de Wolof kwamen uit het gebied van de Sahara en zwierven daar rond. Ze waren voornamelijk handelaren die handelden in bijna alles dat verhandelbaar was. Omstreeks 640 werden de Wolof door de Arabieren gedwongen te vertrekken uit het gebied rondom de Sahara en zij vestigden zich in het hedendaagse Senegal. Daar werden een aantal nederzettingen gesticht die geleid werden door democratisch verkozen "chiefs".
De dreiging van oorlog heeft ertoe geleid dat verschillende Wolof-staten zich aan het einde van de 15e eeuw gingen verenigen in één unie. Uit deze unie kwam het keizerrijk Jolof voort. De verschillende staten waaruit het keizerrijk bestond behielden wel het recht om eigen wetten in te voeren en gedeeltelijk onafhankelijk te blijven. Voordat de Wolof in aanraking kwamen met verschillende handelaren uit Portugal hadden ze al handelsbetrekkingen met rijken uit het westen van het tegenwoordige Soedan en volken uit het noorden van Afrika. Het bestaan van de onafhankelijke Wolof-koninkrijken eindigde toen ze werden ingelijfd bij het Franse rijk als gevolg van bescherming die de Fransen hadden geboden aan de Wolof.

Een kaart die de traditionele vestigingsplaatsen van de Wolof laat zien. De werkelijke verspreiding is echter anders en de taal wordt nagenoeg overal in Senegal gesproken.

## Cultuur
De cultuur van de Wolof heeft het koloniale tijdperk overleefd en is daardoor nog steeds een belangrijk onderdeel van de cultuur in Senegal.

### Taal
De naam van de moedertaal van veel Wolof is gelijk aan de naam van het volk zelf, het Wolof. Ruim 43% van de inwoners van Senegal spreekt Wolof als moedertaal. Andere bevolkingsgroepen dan de Wolof zelf verstaan de taal vaak ook.

### Religie
Een meerderheid van de Wolof is soefi-moslim, waarbij de nadruk ligt op meditatie en spiritualiteit.

### Tradities
Verschillende plechtigheden, zoals bruiloften, dopen en begrafenissen, hebben traditionele onderdelen kenmerkend voor de Wolof.
Veel van deze tradities zijn in de 20e eeuw aangepast.